# German Design Award
German Design Award är ett årligt internationellt designpris inom arkitektur, produktdesign och grafisk kommunikation som delats ut sedan 2012. Vinnarna utses av en jury och priset delas ut av Rat für Formgebung, tyska designrådet, som grundades 1953. Syftet är att det stödja industrin att skapa mervärde genom design.